# Суен Јанг
Суен Јанг (кин: 孙杨; пинјин: Sūn Yáng; Хангџоу, 1. децембар 1991) кинески је пливач чија специјалност је пливање слободним стилом. Вишеструки је светски и олимпијски победник.
Прву велику медаљу и то бронзану освојио је на светском првенству у Риму 2009. у дисциплини 1.500 метара слободно. На азијским играма 2010. освојио је по две златне (1.500м слободно и штафета 4х200 м слободно) и сребрне медаље (на 200 и 400 слободно). На тим играма поставио је и нови рекор Азије на 1.500 метара а све то му је донело награду за најбољег младог спортисту у избору кинеске националне телевизије.
Статус светске пливачке звезде заслужио је освајањем четири медаље на Светском првенству 2011. у Шангају (2 злата, сребро и бронзу) и постављањем новог светског рекорда на 1.500 метара слободно.
Два пута је учествовао на Летњим олимпијским играма. У Пекингу 2008. није остварио запаженије резултате. У Лондону 2012. освојио је три медаље, злато на 400 метара слободно уз нови олимпијски рекорд (3:40,14), сребро на 200м слободно и бронзу у штафети 4х200 слободно. Суен Јанг је тако постао први кинески спортиста у историји који је успео да освоји златну олимпијску медаљу у пливању. Последњег дана пливачких такмичења Јанг је освојио и другу златну олимпијску медаљу. Овај пут у трци на 1.500 метара слободним стилом оборивши при томе и властити светски рекорд на 14:31,02.
Крајем фебруара 2020. Суд за спортску арбитражу у Лозани је на основу жалбе Светске антидопинг федерације (WADA) суспендовао Јанга на осам година, пошто је приликом једног тестирања уништио свој узорак крви. Претходно га је Светска пливачка федерација (ФИНА) ослободила оптужби, упркос томе што је дошао у сукоб са другим пливачима, који су тврдили да се допингује.

## Лични рекорди
| Дисциплина      | Резултат | Место        | Датум           | Нап.        |
| --------------- | -------- | ------------ | --------------- | ----------- |
| 200м слободно   | 1:44,93  | Лондон, УК   | 30. јул 2012.   | НР          |
| 400м слободно   | 3:40,14  | Лондон, УК   | 28. јул 2012.   | ОР, АЗР, НР |
| 800м слободно   | 7:38,57  | Шангај, Кина | 27. јул 2011.   |             |
| 1.500м слободно | 14:31,02 | Лондон, УК   | 4. август 2012. | СР          |

Легенда: АЗР = азијски рекорд, НР = национални рекорд, СР = светски рекорд, ОР = олимпијски рекорд